# Kostel svatého Jakuba Většího (Kladruby)
Kostel svatého Jakuba Většího je římskokatolický farní kostel na náměstí Republiky v Kladrubech u Stříbra. Od roku 1958 je chráněn jako kulturní památka.

## Historie
Kladruby vznikly při obchodní stezce do Bavorska kolem roku 1230. Původní kostel, vystavěný v gotickém slohu, je poprvé zmiňován v roce 1396, kdy se uvádí jako filiální ke kostelu sv. Petra, jenž stával až do konce 18. století v místech nynějšího hřbitova. V době husitských válek byl kostel poškozen a pak znovu, požárem, v roce 1711, poté byl jen provizorně opraven.
Když se v roce 1772 propadl strop, byl v letech 1772 až 1779 vystavěn na místě původního kostela nový barokní kostel. Stavbu nového kostela podpořily sbírky i dotace nedalekého Kladrubského kláštera z iniciativy jeho posledního opata Amanda Streera. V roce 1792 byl chrám v svatého Jakuba povýšen na farní a později i na děkanský kostel. V roce 1843 vyhořel znovu a měl až do roku 1908 místo věžní báně jen nízkou jehlanovou dřevěnou střechu. Barokní klenby požár pravděpodobně přestály, ale krov lodi a presbytáře musel být po požáru obnovován.
Ve 20. století byl kostel průběžně udržován. V roce 1908 vystavěli velkou cibulovitou báň, která nahradila předešlé provizorní zastřešení věže. V roce 1974 byla natřena střecha a v letech 1974 a 2000 opravena fasáda kostela.

## Stavební podoba
Loď kostela má obdélníkový půdorys a ve východní části je zakončena půlkruhovým presbytářem. Nad západním průčelím lodi se tyčí hranolová věž s výraznou cibulovitou bání s lucernou a ve výklenku nad vchodem do kostela stojí socha svatého Jakuba Většího. K jižní straně presbytáře přiléhá sakristie čtvercového půdorysu. Střecha kostela je nízká valbová. Loď ve střední části zdobí z obou stran dvě dvojice volutových pilastrů a tvary věže, lodi i presbytáře jsou zvýrazněny bílými lisénovými rámci. Klenby v kostele jsou dvojího druhu: prostřední část uzavírá česká placka, která dosedá na dvě řady pilířů, a nad postranními prostorami byla použita valená klenba.

## Interiér kostela
Většina vnitřního zařízení kostela pochází z doby jeho barokní přestavby, tedy z poslední třetiny 18. století. Dominantou interiéru je rokokový hlavní oltář. Část mobiliáře pochází z nedalekého klášterního kostela Nanebevzetí Panny Marie, získaná po roce 1786, kdy byl klášter uzavřen a zrušen. Hlavní oltář je tvořen skříňovou tumbou, za kterou je postaven tabernákl s predellou. Oltář obklopují sošky andělů. Na stěně nad oltářem je v rokokovém dřevěném rámu umístěn rozměrný obraz, jenž byl do kostela v Kladrubech přenesen v roce 1802 ze zrušeného kostela svatého Kříže na Křížovém vrchu, stejně tak jako varhany. Postranní oltáře jsou rovněž barokní a jsou zasvěcené svatému Jakubovi a svaté Anně. Dubová kazatelna s visutým a silně vydutým řečništěm se nachází napravo od hlavního oltáře. Zdobí ji intarzovaná stříška s řadou andílků a sochou Krista. Zpovědnice pochází z 19. století. Křtitelnice je barokní, ze dřeva vyřezaná. Západní okna lodi jsou vyplněna šestihrannými čočkami zalévanými do olova, výzdobu ostatních oken, z let 1911 a 1915, tvoří různobarevná sklíčka uspořádaná do náboženských obrazů.

## Cesty
Přes Kladruby vedla ve středověku důležitá mezinárodní cesta, tzv. norimberská zemská stezka. Právě v Kladrubech se rozdvojovala na větev tachovskou a přimdskou. Později tudy vedla dočasně i stezka řezenská. Trasa zemských stezek byla lemována prastarými kamennými kříži, které se nacházely většinou u odboček nebo důležitých křižovatek. Některé z dochovaných památkově chráněných křížů jsou vystaveny v souboru před vchodem do kostela.
V současnosti se kostel nachází na Svatojakubské poutní cestě vedoucí ke hrobu svatého Jakuba Většího v Santiagu de Compostela.

## Galerie

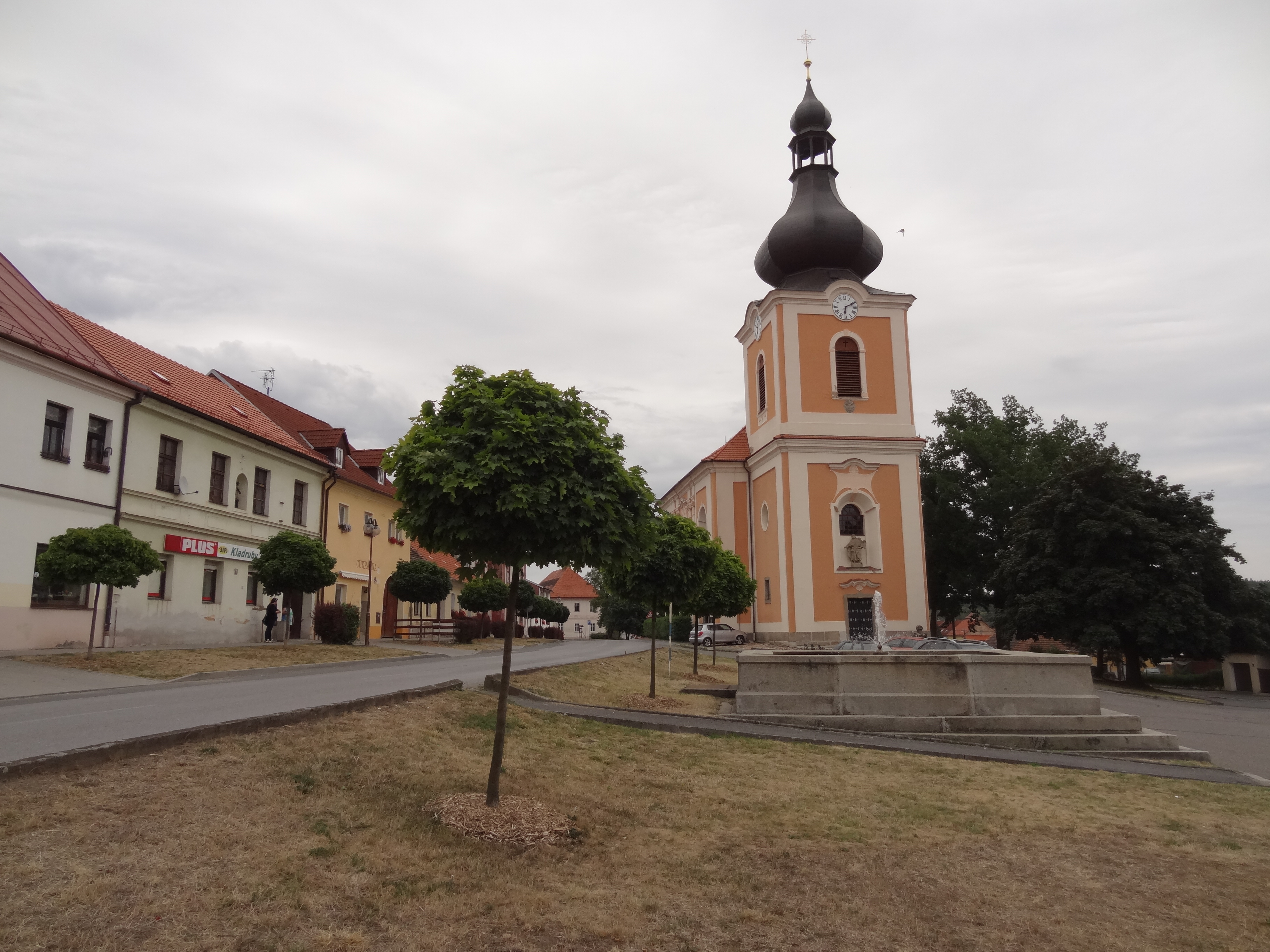
Celkový pohled na náměstí Republiky a kostel svatého Jakuba od západu
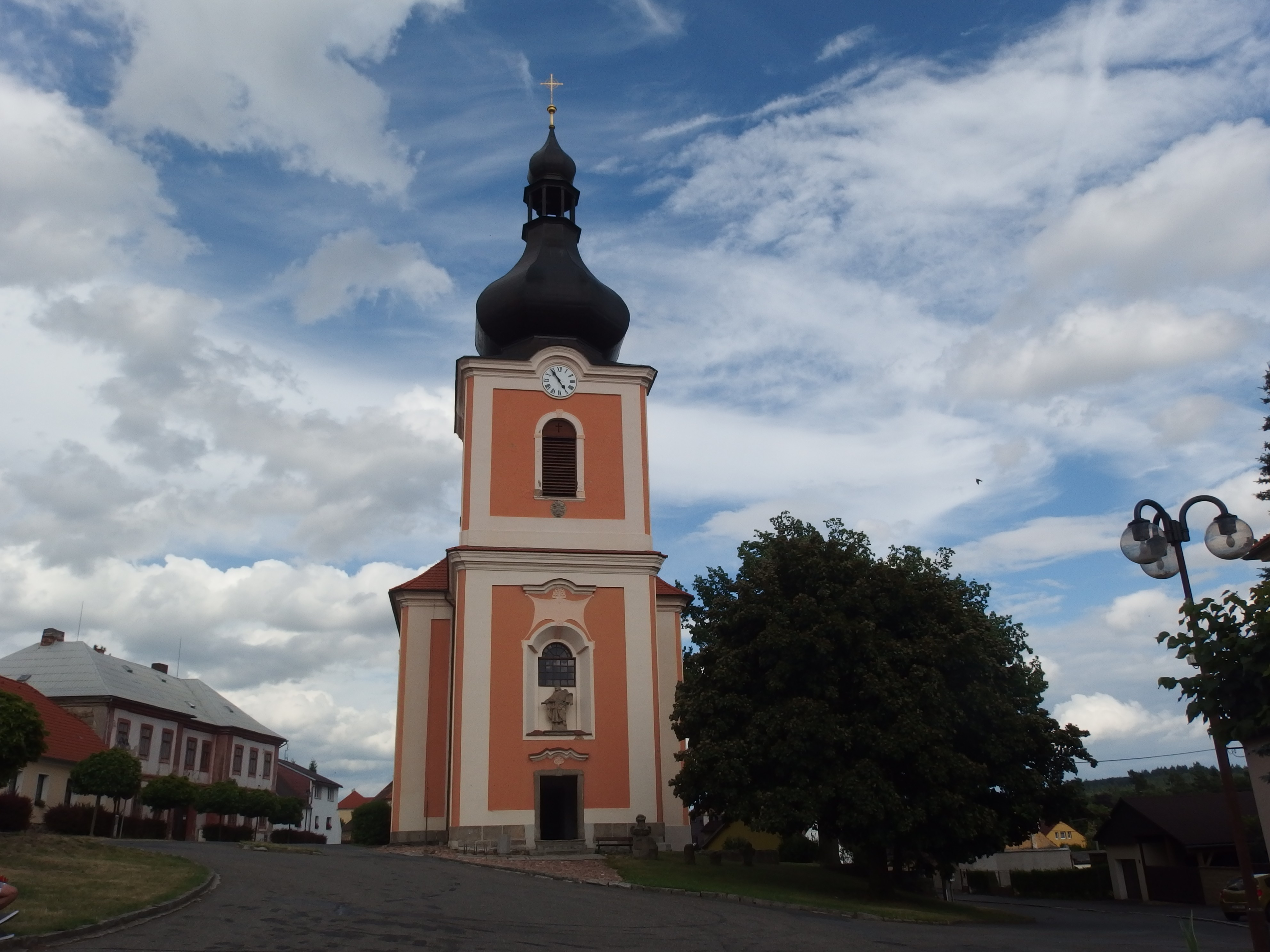
Pohled na kostel od západu
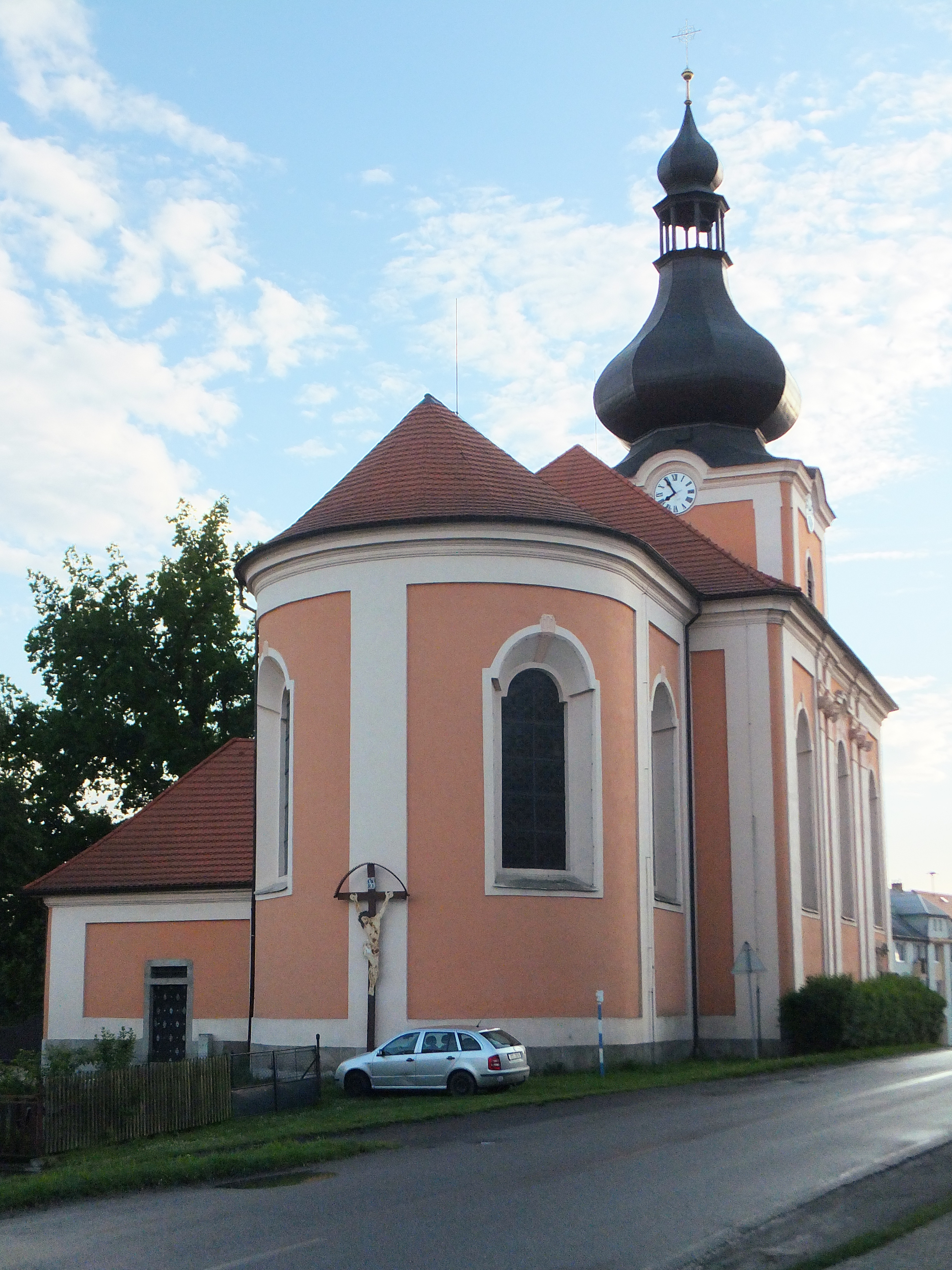
Pohled od východu na presbytář
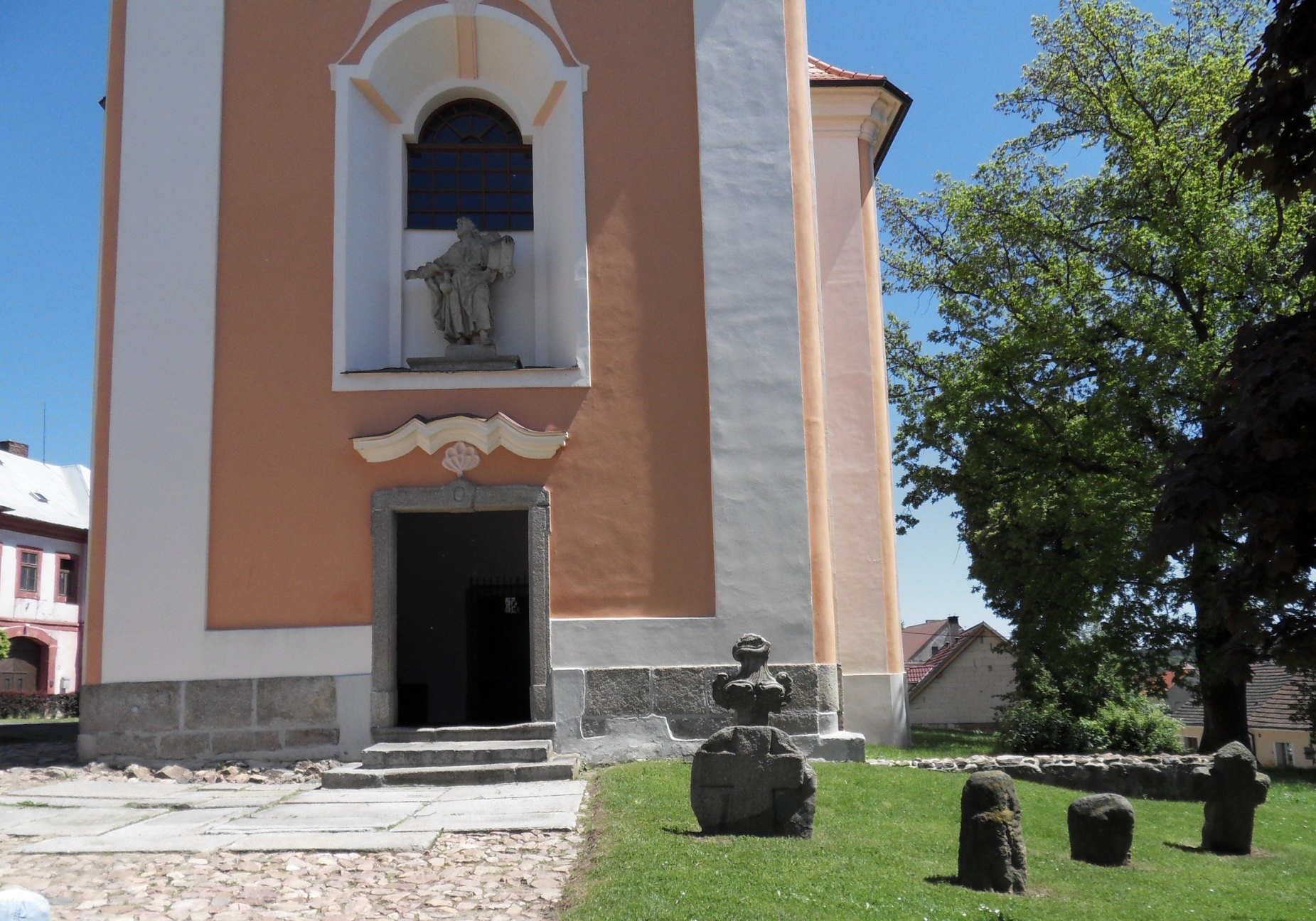
Západní průčelí
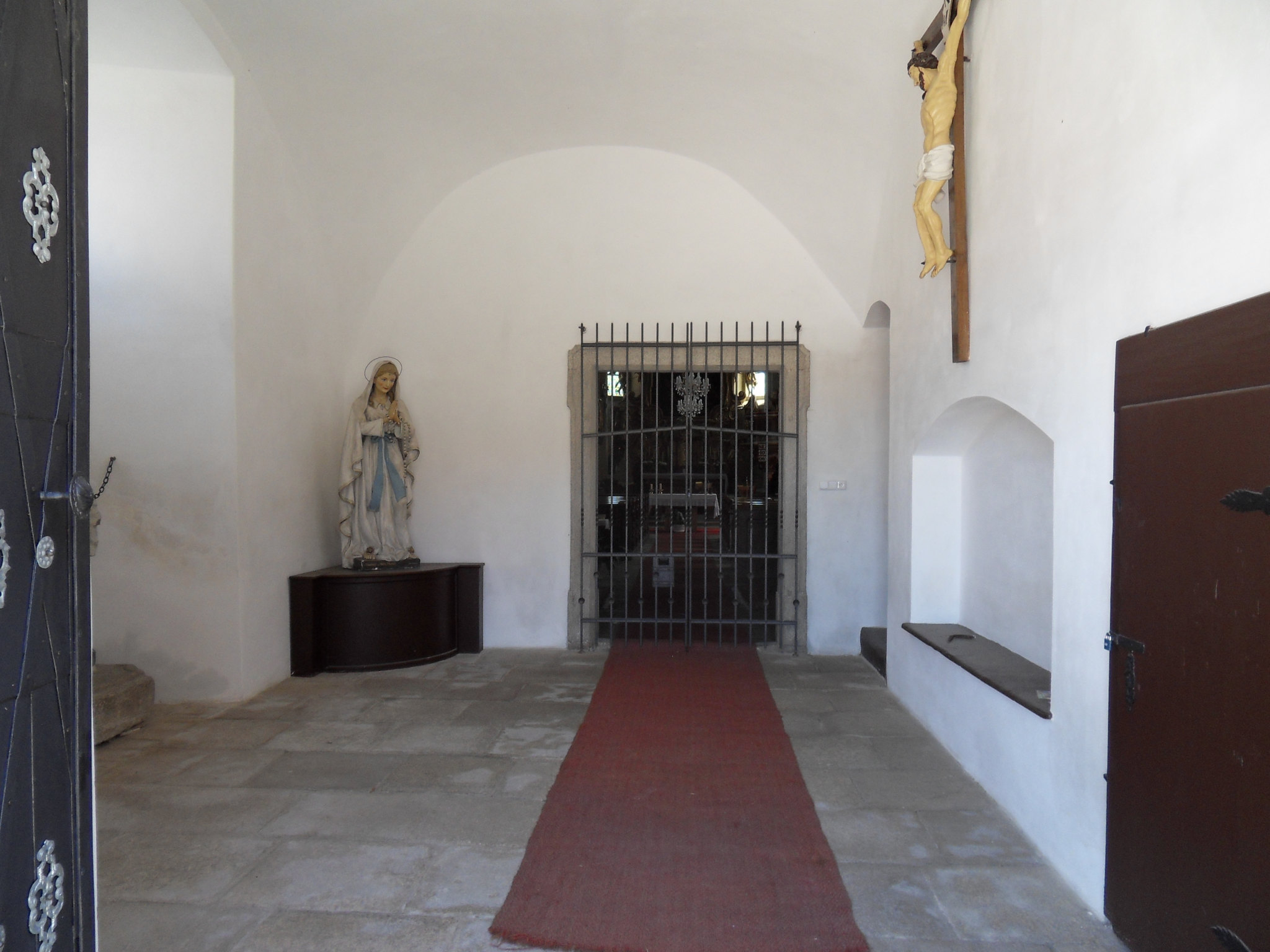
Zádveří kostela
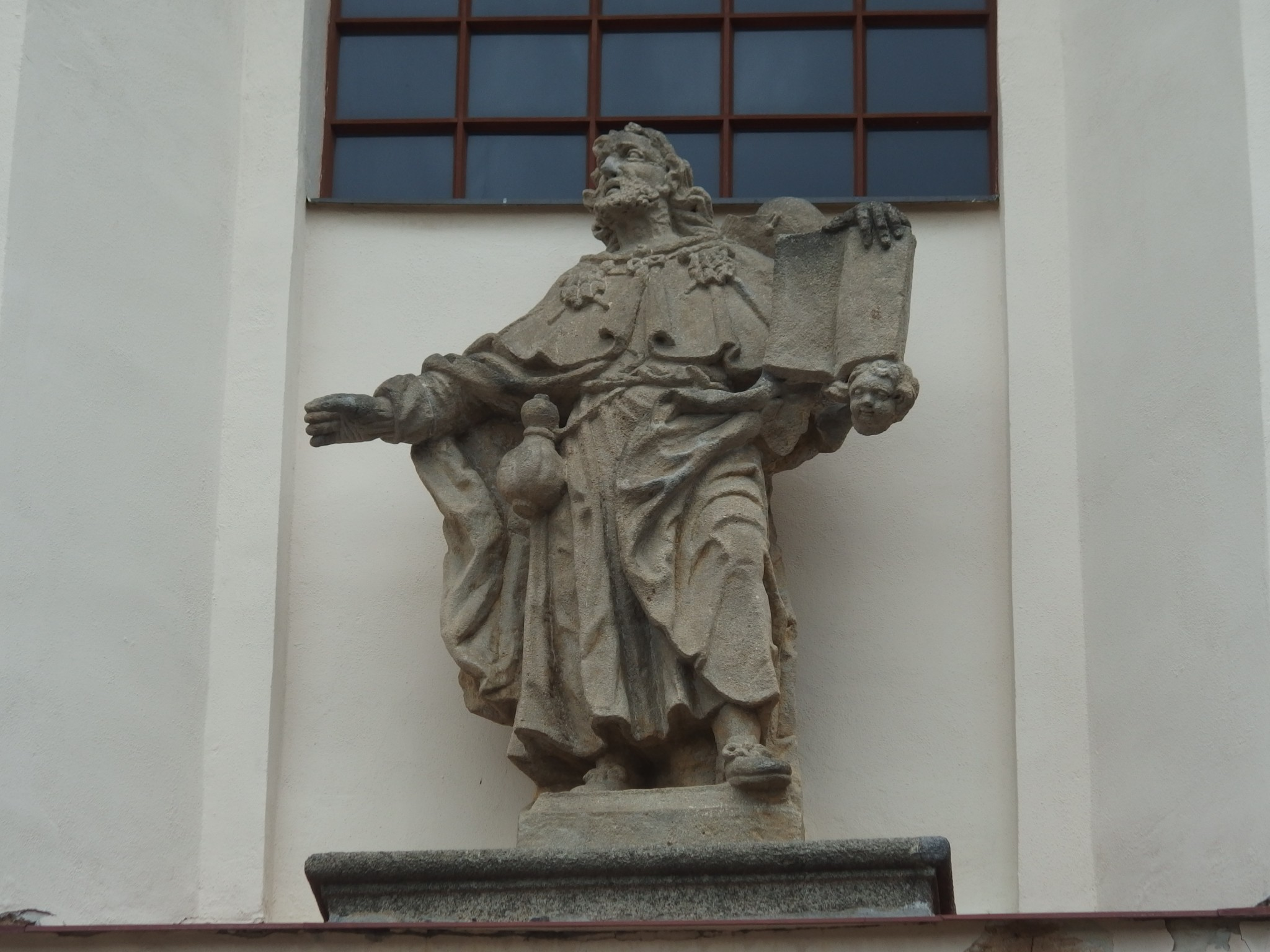
Socha svatého Jakuba na západním průčelí
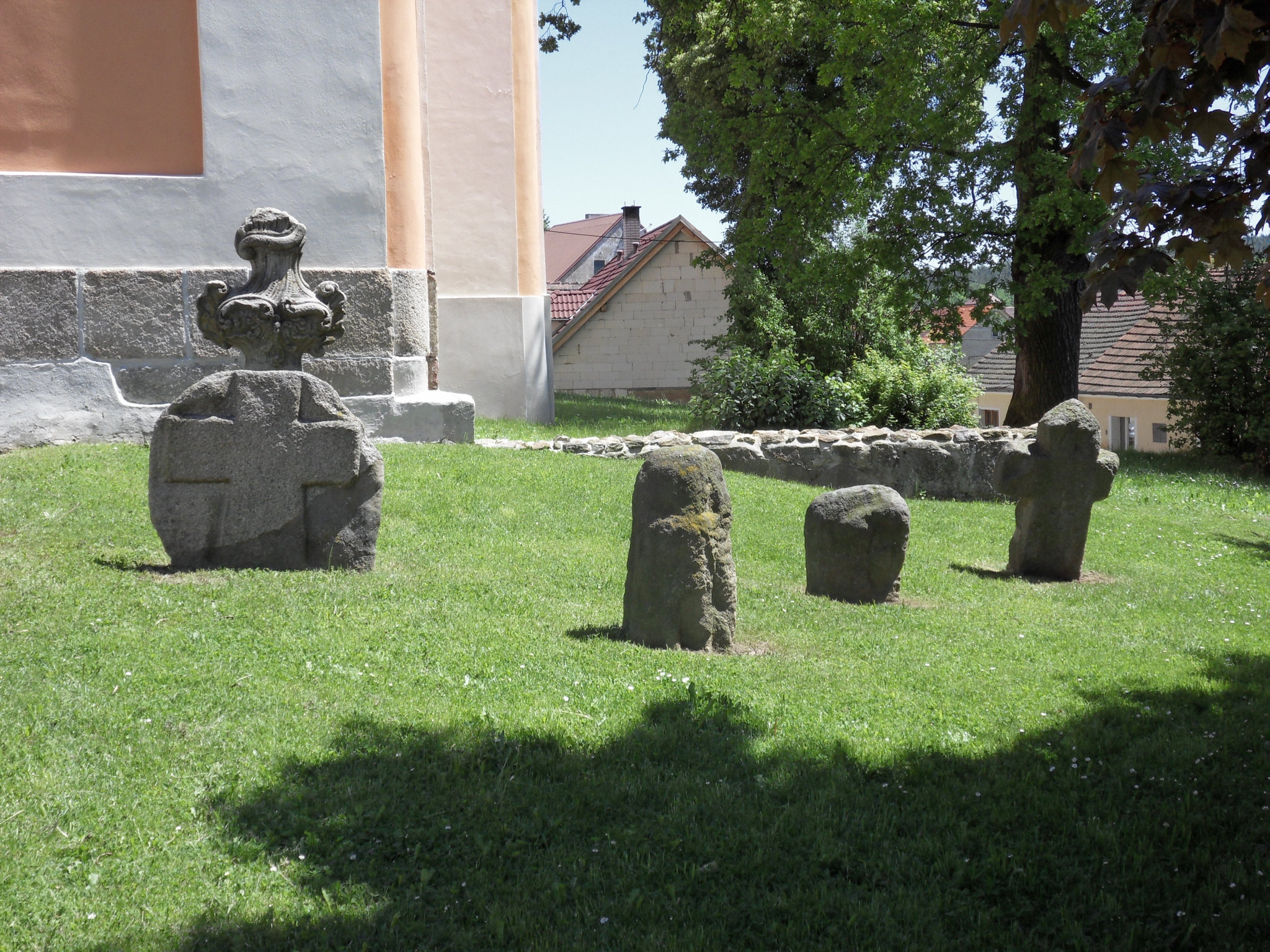
Soubor smírčích křížů před kostelem